# Apteronotus albertoi
Apteronotus albertoi — вид гімнотоподібних риб родини Apteronotidae. Описаний у 2021 році.

## Назва
Вид названо на честь доктора Альберту Карвалью, менеджера «Багатокористувацької лабораторії обробки зображень комп'ютеризованої мікротомографії високої роздільної здатності Музею зоології Університету Сан-Паулу», на знак визнання його підтримки у створенні зображень lCT для проєкту «Різноманітність та еволюція гімнотоподібних».

## Поширення
Ендемік Бразилії. Поширений у річці Уатума в середній частині басейну Амазонки.